# Brian Campman
Brian Campman (Duiven, 12 december 1999) is een Nederlands voetballer die doorgaans als middenvelder speelt.

## Carrière
Hij begon bij DVV Duiven en maakte in 2014 de overstap naar SML uit Arnhem waar hij in het eerste team in de vierde klasse speelde. Met SML B1 speelde hij de bekerfinale tegen Go Ahead Eagles B1. Met een treffer en een assist had hij een belangrijke bijdrage aan de 2-0 overwinning. Campman maakte op zestienjarige leeftijd zijn debuut voor Achilles '29 in de Eerste divisie op 18 november 2016, in de met 1-2 verloren thuiswedstrijd tegen FC Oss. Hij kwam in de 86e minuut in het veld voor Joey Dekkers, en maakte bijna de gelijkmaker, maar raakte de lat. Dit bleef zijn enige wedstrijd voor Achilles en na de degradatie van de club maakte hij de overstap naar de Voetbal Academie N.E.C./FC Oss, waar Brian Campman uitkwam voor O-19 in de eredivisie en voor Jong NEC in de Eredivisie. Hier speelde hij tot 2019, waarna hij naar SV OSS '20 vertrok. Van 2021 tot 2023 speelde hij voor De Treffers in de Tweede divisie. In het seizoen 2023/24 kwam Campman uit voor het Duitse 1. FC Bocholt in de Regionalliga West. Medio 2024 ging hij naar SG Barockstadt Fulda-Lehnerz dat uitkomt in de Regionalliga Südwest.

### Statistieken
| Seizoen                    | Club              | Land           | Competitie           | Competitie | Competitie | Beker | Beker | Totaal | Totaal |
| Seizoen                    | Club              | Land           | Competitie           | Wed.       | Dlp.       | Wed.  | Dlp.  | Wed.   | Dlp.   |
| -------------------------- | ----------------- | -------------- | -------------------- | ---------- | ---------- | ----- | ----- | ------ | ------ |
| 2016/17                    | Achilles '29      | Nederland      | Eerste divisie       | 1          | 0          | 0     | 0     | 1      | 0      |
| 2016/17                    | Jong Achilles '29 | Nederland      | Derde divisie zondag | 22         | 3          | –     | –     | 22     | 3      |
| 2019/20                    | SV OSS '20        | Nederland      | Derde divisie zondag | 20         | 2          | 3     | 1     | 23     | 3      |
| 2020/21                    | SV OSS '20        | Nederland      | Derde divisie zondag | 4          | 0          | 1     | 0     | 5      | 0      |
| 2021/22                    | De Treffers       | Nederland      | Tweede divisie       | 33         | 3          | 3     | 0     | 36     | 3      |
| 2022/23                    | De Treffers       |                | Tweede divisie       | 31         | 6          | 4     | 1     | 35     | 7      |
| Carrièretotaal             | Carrièretotaal    | Carrièretotaal | Carrièretotaal       | 111        | 14         | 11    | 2     | 122    | 16     |
| Bijgewerkt op 9 maart 2024 |                   |                |                      |            |            |       |       |        |        |